# Liste der Monuments historiques in Mussey-sur-Marne
Die Liste der Monuments historiques in Mussey-sur-Marne führt die Monuments historiques in der französischen Gemeinde Mussey-sur-Marne auf.

## Liste der Immobilien
| Bezeichnung                      | Beschreibung            | Standort               | Kennzeichnung | Schutzstatus | Datum | Bild           |
| -------------------------------- | ----------------------- | ---------------------- | ------------- | ------------ | ----- | -------------- |
| Kirche Notre-Dame-en-sa-Nativité | aus dem 13. Jahrhundert | Rue de l’Église (Lage) | PA00079156    | Inscrit      | 1932  | weitere Bilder |

## Liste der Objekte
| Bezeichnung                      | Beschreibung                                                                                  | Standort                                       | Kennzeichnung | Schutzstatus | Datum | Bild |
| -------------------------------- | --------------------------------------------------------------------------------------------- | ---------------------------------------------- | ------------- | ------------ | ----- | ---- |
| Gemälde Anbetung der Hirten      | Ölfarbe auf Leinwand, 18. Jahrhundert                                                         | in der Kirche Notre-Dame-en-sa-Nativité (Lage) | PM52000927    | Classé       | 1908  |      |
| Gemälde Unterweisung Mariens     | Ölfarbe auf Leinwand, 17. Jahrhundert                                                         | in der Kirche Notre-Dame-en-sa-Nativité (Lage) | PM52000926    | Classé       | 1908  |      |
| Hauptaltar                       | Tabernakel und Retabel; Holz, farbig gefasst und vergoldet, 1704 von Jean-Baptiste Bouchardon | in der Kirche Notre-Dame-en-sa-Nativité (Lage) | PM52000928    | Classé       | 1908  |      |
| Porzessionsstab Madonna mit Kind | Holz, vergoldet, erste Hälfte des 18. Jahrhunderts                                            | in der Kirche Notre-Dame-en-sa-Nativité (Lage) | PM52000929    | Classé       | 1952  |      |